# Rembert Notten
Rembert Notten (1989) is een Belgische freestyleskiër en schansspringer.

## Levensloop
Het Belgisch record schansspringen stond van 10 juli 2012 tot 3 augustus 2019 op zijn naam. 
In 2012 sprong hij 35 meter ver op de schans in het Duitse Rückershausen. Hiermee deed hij 12 meter beter dan de vorige recordhouder, Erik Cop. In 2019 verbeterde Jeno Farinon het record met twee meter, het record bedraagt nu 37 meter. Het werd gevestigd op een schans in het Oostenrijkse Hönhart.
Notten is afkomstig uit Neerpelt. 